# Campbell megye (Dél-Dakota)
Campbell megye az Amerikai Egyesült Államokban, azon belül Dél-Dakota államban található. Megyeszékhelye Mound City, legnagyobb városa Herreid. Lakosainak száma 1377 fő (2020. április 1.). Campbell megye Emmons, McIntosh, McPherson, Walworth és Corson megyékkel határos.

## Népesség
A megye népességének változása:
| Lakosok száma | 1474 | 1413 | 1391 | 1334 | 1397 | 1377 |
|               | 2010 | 2011 | 2012 | 2013 | 2015 | 2020 |